# Agence de l’eau
Agences de l'eau werden die sechs französischen „Wasseragenturen“ genannt, die per Gesetz im Jahr 1964 errichtet und deren Aufgaben durch ein Gesetz vom 3. Januar 1992 neu beschrieben wurden. Die sechs Agenturen korrespondieren mit den sechs großen Einzugsgebieten in Frankreich.
Jede Agentur ist eine staatliche Einrichtung, die insbesondere mit der Koordination des Schéma directeur d'aménagement et de gestion des eaux (SDAGE – Richtlinie zur Bewirtschaftung und Verwaltung der Gewässer) und dem sich daraus ergebenden Schéma d'aménagement et de gestion des eaux (SAGE – Plan zur Bewirtschaftung und Verwaltung der Gewässer) befasst ist.
Auf Veranlassung des Verwaltungsrats, der die verschiedenen Akteure auf dem Gebiet der Wasserwirtschaft (Verwaltung, Verbraucher, Körperschaften) vereint, unterstützt sie die Aktivitäten der lokalen Einheiten und der Industrie bei der Trinkwasseraufbereitung. Sie handelt wie ein Gegenseitigkeitsverein, indem sie die Abgaben, die von den Verbrauchern erhoben werden, wieder verteilt.
Die Agences de l’eau haben dennoch keine Kompetenz, Vorschriften zu erlassen, dies bleibt das ausschließliche Recht des Staates.